# Josiah Crudup
Josiah Crudup (* 13. Januar 1791 in Wakelon, Wake County, North Carolina; † 20. Mai 1872 bei Kittrell, North Carolina) war ein US-amerikanischer Politiker. Zwischen 1821 und 1823 vertrat er den Bundesstaat North Carolina im US-Repräsentantenhaus.

## Werdegang
Josiah Crudup besuchte eine private Schule in Louisburg und studierte danach am Columbian College, der späteren George Washington University in Washington, D.C. Nach einem anschließenden Theologiestudium und seiner Ordination zum Geistlichen der Baptistenkirche übte er diesen Beruf, mit Ausnahme seiner Zeit als Kongressabgeordneter, bis zu seinem Tod aus. Außerdem war Crudup Farmer. Gleichzeitig begann er als Mitglied der Demokratisch-Republikanischen Partei eine politische Laufbahn.
Im Jahr 1820 wurde Crudup in den Senat von North Carolina gewählt. Außerdem war er Abgeordneter im Repräsentantenhaus dieses Staates. Bei den Kongresswahlen des Jahres 1820 wurde er im achten Wahlbezirk von North Carolina in das US-Repräsentantenhaus in Washington gewählt, wo er am 4. März 1821 die Nachfolge von James Strudwick Smith antrat. Da er im Jahr 1822 nicht bestätigt wurde, konnte er bis zum 3. März 1823 nur eine Legislaturperiode im Kongress absolvieren.
Nach seinem Ausscheiden aus dem US-Repräsentantenhaus betätigte sich Josiah Cudrup wieder in der Landwirtschaft sowie als Geistlicher. Im Jahr 1835 war er Delegierter auf einer Versammlung zur Überarbeitung der Verfassung von North Carolina. Er starb am 20. Mai 1872 nahe Kittrell.